# Национальная резервная корпорация
ООО «Национальная резервная корпорация» (НРК) — российский финансово-промышленный холдинг, объединяющий активы российского бизнесмена Александра Лебедева.

## История
ЗАО «НРК» создано в июне 2004 года на базе небанковских активов Национального резервного банка для инвестиций в различных отраслях экономики. C 2012 г. — общество с ограниченной ответственностью, ООО.

## Собственники и руководство
Владельцем 100% акций Национальной резервной корпорации является Александр Лебедев.

## Экономические показатели
- 2005
  - Консолидированные активы — 82 987,92 млн руб.
  - Чистые активы — 52 006,17 млн руб.
  - Балансовая прибыль до налогообложения (по стандартам МСФО) — 19 598,86 млн руб.
  - Чистая прибыль после налогообложения — 15 723,33 млн руб.
- 2006
  - Консолидированные активы — 105 251,39 млн руб.
  - Чистые активы — 65 703,74 млн руб.
  - Балансовая прибыль до налогообложения (по стандартам МСФО) — 16 796,89 млн руб.
  - Чистая прибыль после налогообложения — 14 358,79 млн руб.
- 2007
  - Консолидированные активы — 125 650,22 млн руб.
  - Чистые активы — 72 531,45 млн руб.
  - Балансовая прибыль до налогообложения (по стандартам МСФО) — 18 074,01 млн руб.
  - Чистая прибыль после налогообложения — 17 003,93 млн руб.

## Структура
- Финансово-банковская группа
  - Банковские активы
  - Финансовые активы
- Строительство и недвижимость
- Авиационные активы
- Рекреационные активы
- Инвестиционные проекты в топливно-энергетическом секторе
- Сельскохозяйственные активы
- Общественно-политические и благотворительные активы

## Активы

### Финансовые
- Лизинговая компания:
  - ООО «Пром Тех Лизинг» г. Москва
- Страховая компания:
  - ЗАО «Европейский страховой альянс», г. Киев
- Финансовые компании, управляющие фондовыми и другими активами:
  - Управляющая компания «НРК Капитал» г. Москва
  - Управляющая компания «CIS Interfincom AG» г. Цюрих
  - ЗПИФН «Саввинские палаты»

### Инвестиционные в топливо-энергетическом комплексе
- Холдинговая компания «НРК-ОЙЛ» г. Москва
- Инжиниринговая компания «Корпорация Энергомашэкспорт» г. Москва

### Строительство и недвижимость
- «Национальная жилищная корпорация» (НЖК) г. Москва
- Рекреационные активы в Крыму:
  - ООО «Миндальная роща» г. Алушта
  - Курортный комплекс «Море» г. Алушта
  - Санаторий «Слава» г. Алушта

### Авиационные
- Холдинг Alpstream AG, г. Цюрих

### Сельскохозяйственные
- «Национальная земельная компания» (НЗК), г. Тула, была основана в апреле 2006 года путём выкупа имущества и земельных долей предприятия-банкрота на юго-западе Тульской области.

### Общественно-политические и благотворительные
- Национальный инвестиционный совет
- Благотворительный резервный фонд (БРФ) — фонд поддержки отечественной культуры. Первый в России[источник не указан 4452 дня] корпоративный грантовый фонд, с задачей осуществления комплексной программы поддержки развития русской культуры. Сфера деятельности БРФ распространяется на некоммерческие проекты в области культуры, социальной защиты и экологии.
- Благотворительный фонд им. Раисы Горбачёвой

### Медиа
- «Национальная медиакомпания» г. Москва
  - Газета «Новая газета» (39 %)
  - Газета «Московский корреспондент» г. Москва (закрыта)
  - Газета «Пробка»
- Evening Standard — газета[3]
- The Independent — газета

### Другие
- Офисный комплекс «Принципал Плаза», 33 400 м² (бизнес-центр класса А+), г. Москва
- Офисный особняк, г. Москва
- Канатная дорога в Люцерне, Швейцария
- Замок XIX века Шато Гютч (Château Gütsch) в Люцерне, Швейцария
- Замок Шато де Форже (Château des Forgets) под Парижем, Франция
- Замок Palazzo Terranova в провинции Перуджа, в Умбрии, Италия[4]

## Бывшие активы

### Авиационные
- До 2013 года НРК владела авиакомпанией Red Wings Airlines. После авиакатастрофы, произошедшей 29 декабря 2012 года с одним из воздушных судов авиаперевозчика, деятельность компании была приостановлена госорганами. 4 апреля 2013 года НРК продала Red Wings Airlines группе «Гута» за символический 1 рубль (при этом находившиеся в лизинге самолёты остались у лизингодателя — принадлежащей НРК компании «Ильюшин финанс»)[5][6].
- «Аэрофлот — Российские авиалинии» (30 %)
- «Ильюшин Финанс Ко» (ИФК) (26,5 %)

### Банковские
- АБ «Энергобанк» (97,09 %) г. Киев — ликвидирован решением НБУ от 11.06.2015[7]
- АКБ «НРБанк» (АО) продан в декабре 2019 года Государственной транспортной лизинговой компании.

### Финансовые
- «Национальная ипотечная компания»